# Blues

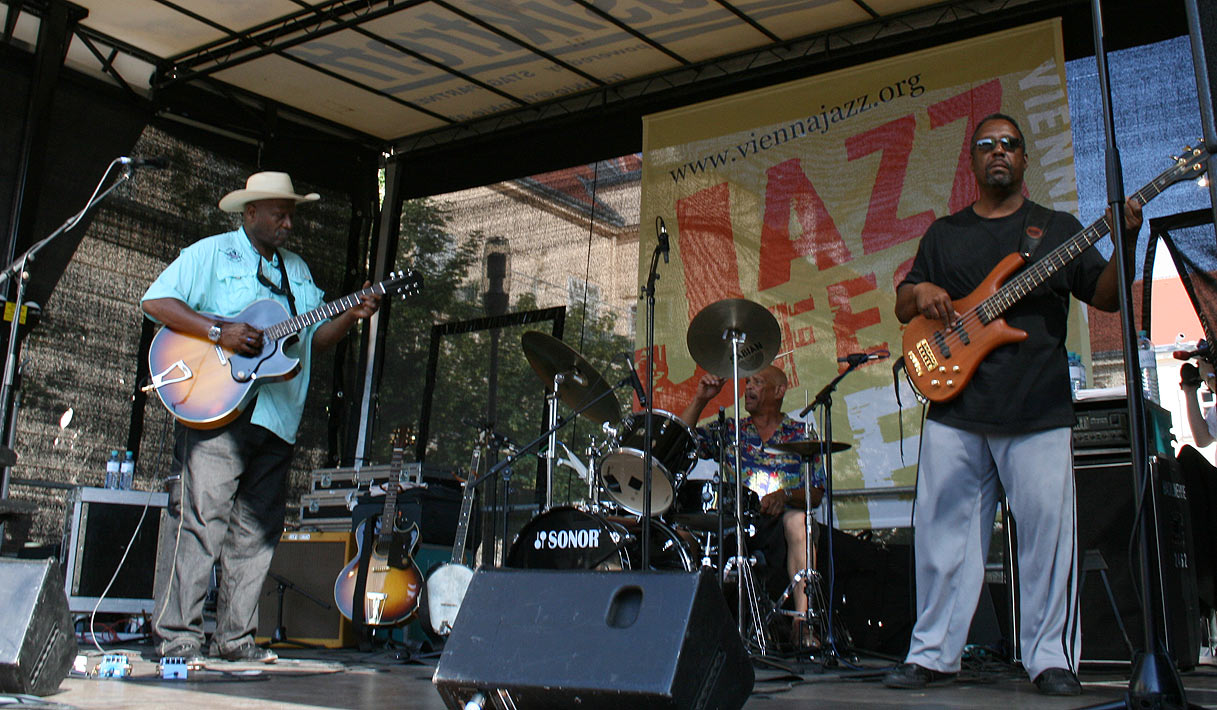
Taj Mahal Blues Trio

Blues is een muziekstijl die ongeveer tussen 1860 en 1900 is ontstaan en zijn oorsprong vindt in de muziek die slaven uit Afrika in het Zuiden van de Verenigde Staten - onder andere in de Mississippidelta, tussen Memphis en New Orleans - maakten. De voornaamste muzikale bronnen die tot het ontstaan van de blues hebben bijgedragen zijn de religieuze liederen (gospels, negrospirituals), de worksongs en de field hollers. Een typische variant van de blues is de cajunmuziek. Muziek maken met elkaar of alleen, met of zonder instrumenten, was voor hen vaak de enige manier om hun lijden uit te drukken en te verzachten.
Soms gebruikten de zangers scheldwoorden die de bewakers niet kenden. Zo konden ze de bewakers uitschelden zonder dat dezen het merkten. Ze maakten zelf instrumenten en 's avonds zongen ze uit volle borst over de misère die ze hadden.
De aanduiding 'blue' voor rouw is afkomstig uit de zeilscheepvaart. Als een schip tijdens de reis zijn kapitein of een andere officier verloor, voerde het voor de rest van de reis een blauwe vlag en werd een blauwe band rond het hele schip geschilderd alvorens de thuishaven binnen te lopen.
De bluesmuziek werd zo genoemd vanwege de melancholische toon en inhoud.
Toen vele zwarten rond de Eerste Wereldoorlog vanuit het Zuiden naar de steden in het Noorden (onder andere Chicago en Detroit) trokken, kreeg de blues een meer 'stedelijk' geluid, dat vanaf de jaren dertig voornamelijk gekenmerkt zou worden door het gebruik van elektrisch versterkte instrumenten. Deze meer up-tempovariant van de blues zou later de weg bereiden voor rhythm-and-blues en rock-'n-roll. Deze laatste zouden de blues enigszins naar de achtergrond dringen, maar in de jaren 60 en 70 leefde het genre op doordat Britse rockmuzikanten als John Mayall, Eric Clapton, The Rolling Stones en Led Zeppelin opnieuw blues gingen spelen.
Alle stijlen van de jazz zijn sterk door de blues beïnvloed, van neworleansjazz tot en met cooljazz.

## Muzikale kenmerken

### Akkoordenschema
De meeste bluesnummers volgen een vast akkoordenschema van 12 vierkwartsmaten die per strofe worden herhaald (Engels: twelve bar blues). Iedere strofe, d.i. een samengesteld geheel van versregels, omvat dan drie gezongen regels die elk weer gebonden zijn aan vier maten die begeleid worden door akkoorden. De eerste versregel poneert een stelling, of beschrijft een situatie dan wel gemoedstoestand. Deze regel wordt herhaald, al dan niet met kleine variaties, in de tweede versregel. De derde versregel, ten slotte, trekt een conclusie. De laatste maat/maten vormt/vormen de zogenaamde 'turnaround':

| I  | I of IV | I | I                  |
| IV | IV      | I | I                  |
| V  | IV      | I | V (of I aan einde) |

De Romeinse cijfers stellen de trappen van de toonladder voor. In C wordt het schema:
| C | C of F | C | C                  |
| F | F      | C | C                  |
| G | F      | C | G (of C aan einde) |

Andere muziekgenres, zoals rock-'n-roll en in sommige gevallen ook jazz, zijn op een vereenvoudigde respectievelijk ingewikkeldere versie van dit schema gebaseerd. Hoewel het schema met 12 maten dominant is, komen ook schema's met 8 en - zeldzamer - 16 maten voor. Een aantal blues-standards, zoals How Long Blues, Trouble in Mind en Key to the Highway, volgt een schema van 8 maten. Bij de bluesklassieker Careless Love en het recentere jazznummer Watermelon Man treffen we een schema aan van 16 maten.

### Melodie
Heel kenmerkend voor de blues is het soleren. Zang wordt afgewisseld met instrumentale improvisatie, veelal in de van pentatonische toonladders afgeleide bluestoonladders. Er zijn twee bluestoonladders: mineur (I-bIII-IV-bV-V-bVII) en majeur (I-II-bIII-III-V-VI). De mineurladder wordt het meest gebruikt. Het is mogelijk deze twee toonladders te combineren (I-II-bIII-III-IV-bV-V-VI-VII) maar dit gaat meer in de richting van jazz.
Heel belangrijk in de bluestoonladders zijn de zogenaamde blue notes. Er zijn drie blue notes in de bluestoonladders: bij mineur bIII, bV en bVII. Het gebruik van deze noten in een pentatonische toonladder is niet gebruikelijk in Europese muziek. Bij blues worden deze noten vaak bereikt met instrumenten die tonen kunnen 'buigen', zoals gitaar, bluesharp en saxofoon. Op instrumenten waarop het niet mogelijk is tonen te buigen (zoals bij toetsinstrumenten), kan men een soortgelijk effect bereiken door middel van een voorslag; bijvoorbeeld door kort bIII voor III te spelen.
Vaak wordt een harmonisch contrast gebruikt: het in mineur soleren of zingen over een majeur akkoordenschema.
Bluesmuziek heeft vaak een wat rauwe, donkere zangpartij, geworteld in zwarte gospel. De zanglijn wordt gekenmerkt door herhaling en een vraag-en-antwoord-dialoog tussen de zanger en de muzikanten.

## Thematiek
De blues vertelt over het leven van alledag. De nadruk daarbij ligt op negatieve gebeurtenissen, bijvoorbeeld ongeluk in de liefde. Door het zingen van de blues hoopt men troost voor deze problemen te vinden, naast de kracht om er weer bovenop te geraken.
Een bluesmuzikant schuwt controversiële thema's als alcohol, seks en geweld niet. Wel worden deze vaak bezongen in bedekte termen, veelal afkomstig uit Afro-Amerikaanse tradities, zoals de voodoo.

## Stijlen
Elke bluesmuzikant heeft wel zijn eigen typische stijlkenmerken. Toch kunnen we in de blues onder andere de volgende stijlgroepen herkennen:
- African blues
- Atlantablues
- Chicagoblues
- Cityblues
- Deltablues
- Detroitblues
- Louisianablues
- Memphisblues
- Neworleansblues
- Piedmontblues
- Swampblues
- Texasblues
- Westcoastblues
- St. Louis-blues

## Instrumenten
De blues werd oorspronkelijk gespeeld op akoestische instrumenten als gitaar, saxofoon, piano en mondharmonica. Soms maakte de gitarist bovendien gebruik van een glad en hard voorwerp, zoals een mes of een flessenhals (vandaar de naam bottleneck), waarmee hij over de snaren gleed (vandaar de naam slide). Deze muziek werd meestal gespeeld in een meer intieme omgeving.
Later kwam de elektrische versterking in zwang. Aanvankelijk vanuit de behoefte om voor grotere aantallen toehoorders te kunnen spelen. Maar doordat vooral de elektrische gitaar een eigen sound heeft, ontwikkelde de elektrische blues zich tot een apart genre.
Typische bluesinstrumenten zijn onder andere:
- contrabas / basgitaar
- gitaar (akoestisch, archtop, steelstring, elektrisch)
- mondharmonica of bluesharp
- piano
- saxofoon

## Muzikanten
Zie ook: Categorie:Blueszanger
- Blind Willie Johnson (1897-1945)
- Blind Lemon Jefferson (1897-1930)
- Lonnie Brooks (1933)
- Bo Diddley (1928-2008)
- Ray Charles (1930-2004)
- Big Bill Broonzy (1893-1958)
- Eric Clapton (1945)
- Peter Green (1946-2020)
- Paul Ambach (1948)
- Albert Collins (1932-1993)
- Buddy Guy (1936)
- Rory Gallagher (1948-1995)
- John Mayall (1933-2024)
- Little Walter (1930-1968)
- J.B. Lenoir (1929-1967)
- Jim Morrison (1943-1971)
- Keith Richards (1943)
- Chuck Berry (1926-2017)
- Skip James (1902-1969)
- Robben Ford (1951)
- Johnny Winter (1944-2014)
- W.C. Handy (1873-1958)
- Jimi Hendrix (1942-1970)
- Earl Hooker (1929-1970)
- John Lee Hooker (1917-2001)
- Lester Butler (1959-1998)
- Mississippi John Hurt (1892-1966)
- Elmore James (1918-1963)
- Harry Muskee (1941-2011)
- Robert Johnson (1911-1938)
- Robert Cray (1953)
- B.B. King (1925-2015)
- Albert King (1923-1992)
- Freddie King (1934-1976)
- Louisiana Red (1932)
- Leadbelly (1885-1949)
- Jack White (1975)
- Charley Patton (1891-1934)
- Mick Taylor (1949)
- Walter Trout (1951)
- Eelco Gelling (1946)
- Stevie Ray Vaughan (1954-1990)
- Muddy Waters (1915-1983)
- Howlin' Wolf (1910-1976)
- Jimmy Page (1944)
- Son House (1902-1988)
- Gary Moore (1952-2011)
- Joe Bonamassa (1977)
- John Mayer (1977)
- Janis Joplin (1943-1970)
- Alvin Lee (1944-2013)